# Mòdul elàstic
|  | Pel mòdul d'elasticitat o mòdul de Young (de vegades anomenat simplement "mòdul elàstic") vegeu mòdul d'elasticitat. |

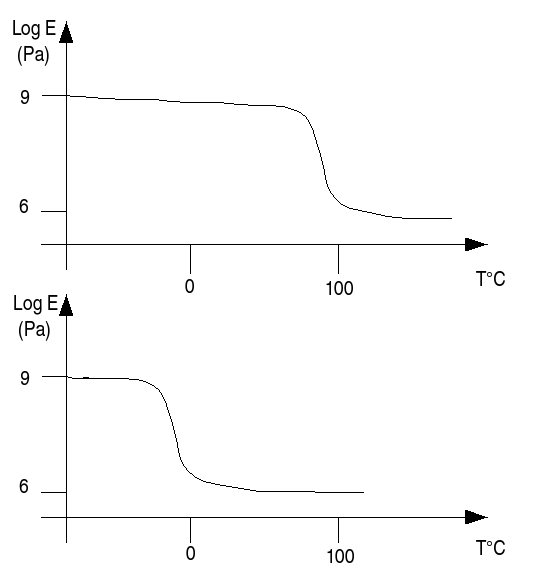
El coneixement dels mòduls elàstics i la seva evolució en funció de la temperatura són necessaris per seleccionar el material més adequat

Un mòdul elàstic (o constant elàstica) és cadascun dels paràmetres físicament mesurables que caracteritzen el comportament elàstic d'un sòlid deformable elàstic. De vegades s'usa el terme mòdul elàstic per referir-se al mòdul d'elasticitat (també anomenat mòdul de Young), ja que és el mòdul elàstic més utilitzat.
Un sòlid elàstic lineal i isòtrop queda caracteritzat amb només dos mòduls elàstics. Encara que existeixen diverses possibles eleccions d'aquest parell de mòduls, les més freqüents en enginyeria estructural són el mòdul d'elasticitat i el coeficient de Poisson; d'altres constants són el mòdul de cisallament, el mòdul de compressibilitat i els coeficients de Lamé.
Un mòdul elàstic es defineix de la següent manera:
{\displaystyle \lambda \ {\stackrel {\text{def}}{=}}\ {\frac {\text{tensió}}{\text{deformació}}}}
On λ és el mòdul elàstic (en pascals), la tensió (en pascals) és la força dividida per l'àrea on s'aplica, i la deformació és la proporció de canvi de dimensió de l'element (adimensional).

## Materials elàstics isòtrops
En els materials elàstics homogenis i isòtrops són els que presenten el mateix comportament mecànic per a qualsevol direcció d'estirament al voltant d'un punt. Per exemple, donat un ortoedre d'un material homogeni i isòtrop, el mòdul d'elasticitat i el coeficient de Poisson són els mateixos, amb independència de sobre quin parell de cares oposades s'exerceixi un estirament.
Degut a aquesta propietat es pot provar que el comportament d'un material elàstic homogeni isòtrop queda caracteritzat per només dues constants elàstiques. En diversos camps són comunes les següents eleccions de les constants:
- En enginyeria estructural l'elecció més freqüent és el mòdul d'elasticitat i el coeficient de Poisson (L, ν). A vegades també es fa servir l'elecció equivalent (L, G) (vegeu més endavant).
- En termodinàmica de sòlids deformables resulta útil escollir el parell (K, G) format pel mòdul de compressibilitat (isotèrmica) K i el mòdul elàstic transversal G.
- Coeficients de Lamé (λ, μ) que també apareixen al desenvolupament de Taylor de l'energia lliure de Helmholtz.

Es té, doncs, un total de sis constants elàstiques comunament utilitzades:  L , ν,  K ,  G , λ i μ. Dues qualsevol d'elles caracteritzen completament el comportament elàstic, és a dir, qualsevol paràmetre elàstic d'un material es pot expressar com a funció de dos qualssevol paràmetres anteriors. Òbviament, tots aquests parells de constants elàstics estan relacionats, com es resumeix en la següent taula:
|                                   | {\displaystyle E\,}: mòdul d'elasticitat {\displaystyle \nu \,}: coeficient de Poisson                                     | {\displaystyle K\,}: mòdul de compressibilitat {\displaystyle G\,}: mòdul de cisallament | {\displaystyle \lambda \,}: 1r coeficient de Lamé {\displaystyle \mu \,}: 2n coeficient de Lamé         |
| --------------------------------- | --- | ---------------------------------------------------------------------------------------- | --- |
| {\displaystyle (E,\nu )\,}        | -- | {\displaystyle K={\frac {E}{3(1-2\nu )}}} {\displaystyle G={\frac {E}{2(1+\nu )}}}       | {\displaystyle \lambda ={\frac {\nu E}{(1+\nu )(1-2\nu )}}} {\displaystyle \mu ={\frac {E}{2(1+\nu )}}} |
| {\displaystyle (K,G)\,}           | {\displaystyle E={\frac {9K(K-2G)}{3K+G}}} {\displaystyle \nu ={\frac {1}{2}}{\frac {3K-2G}{3K+G}}}                        | --                                                                                       | {\displaystyle \lambda =K-{\frac {2G}{3}}} {\displaystyle \mu =G\,}                                     |
| {\displaystyle (\Lambda ,\mu )\,} | {\displaystyle E={\frac {\mu (3\lambda +2\mu )}{\lambda +\mu }}} {\displaystyle \nu ={\frac {\lambda }{2(\lambda +\mu )}}} | {\displaystyle K=\lambda +{\frac {2\mu }{3}}} {\displaystyle G=\mu \,}                   | -- |

Expressades en termes del mòdul de Young i el coeficient de Poisson, les equacions constitutives són: 

{\displaystyle {\begin{pmatrix}\varepsilon _{XX}\\\varepsilon _{ii}\\\varepsilon _{zz}\\\varepsilon _{xy}\\\varepsilon _{xz}\\\varepsilon _{yz}\end{pmatrix}}={\begin{pmatrix}{\frac {1}{E}}&-{\frac {\nu }{E}}&-{\frac {\nu }{E}}&&&\\-{\frac {\nu }{E}}&{\frac {1}{E}}&-{\frac {\nu }{E}}&&&\\-{\frac {\nu }{E}}&-{\frac {\nu }{E}}&{\frac {1}{e}}\\&&&{\frac {2(1+\nu )}{E}}&0&0\\&&&0&{\frac {2(1+\nu )}{E}}&0\\&&&0&0&{\frac {2(1+\nu )}{e}}\\\end{pmatrix}}{\begin{pmatrix}\sigma _{XX}\\\sigma _{ii}\\\sigma _{zz}\\\sigma _{xy}\\\sigma _{xz}\\\sigma _{yz}\end{pmatrix}}}

Les relacions inverses estan donades per: 

{\displaystyle {\begin{pmatrix}\sigma _{XX}\\\sigma _{ii}\\\sigma _{zz}\\\sigma _{xy}\\\sigma _{xz}\\\sigma _{yz}\end{pmatrix}}={\frac {E}{1+\nu }}{\begin{pmatrix}1+\alpha &\alpha &\alpha &&&\\\alpha &1+\alpha &\alpha &&&\\\alpha &\alpha &1+\alpha &&&\\&&&{\frac {1}{2}}&0&0\\&&&0&{\frac {1}{2}}&0\\&&&0&0&{\frac {1}{2}}\\\end{pmatrix}}{\begin{pmatrix}\varepsilon _{XX}\\\varepsilon _{ii}\\\varepsilon _{zz}\\\varepsilon _{xy}\\\varepsilon _{xz}\\\varepsilon _{yz}\end{pmatrix}}}
On {\displaystyle \alpha :={\frac {\nu }{1/2\nu }}}

## Materials elàstics ortotròpics
Alguns materials elàstics són anisòtrops, la qual cosa significa que el seu comportament elàstic, concretament la relació entre tensions aplicades i deformacions unitàries, és diferent per a diferents direccions. Una forma comuna d'anisotropia és la que presenten els materials elàstics ortotròpics en què el comportament elàstic queda caracteritzat per una sèrie de constants elàstiques associades a tres direccions mútuament perpendiculars. L'exemple més conegut de material ortotròpic és la fusta, que presenta diferent mòdul d'elasticitat al llarg de la fibra, tangencialment als anells de creixement i perpendicularment als anells de creixement.
El comportament elàstic d'un material ortotròpic queda caracteritzat per nou constants independents: 3 mòduls d'elasticitat longitudinal (Nx, Ei, Ez ), 3 mòduls de rigidesa (Gxi, Giz, Gxz) i 3 coeficients de Poisson (νxy, νyz, νxz). De fet, per a un material ortotròpic, la relació entre les components del tensor de tensions i les components del tensor de deformació ve donada per:
{\displaystyle {\begin{pmatrix}\varepsilon _{XX}\\\varepsilon _{ii}\\\varepsilon _{zz}\\\varepsilon _{xy}\\\varepsilon _{xz}\\\varepsilon _{yz}\end{pmatrix}}={\begin{pmatrix}{\frac {1}{E_{x}}}&-{\frac {\nu _{ix}}{E_{y}}}&-{\frac {\nu _{zx}}{E_{z}}}&&&\\-{\frac {\nu _{xy}}{E_{x}}}&{\frac {1}{E_{y}}}&-{\frac {\nu _{zi}}{E_{z}}}&&&\\-{\frac {\nu _{xz}}{E_{x}}}&-{\frac {\nu _{iz}}{E_{y}}}&{\frac {1}{E_{z}}}\\&&&{\frac {1}{2G_{xi}}}&0&0\\&&&0&{\frac {1}{2G_{xz}}}&0\\&&&0&0&{\frac {1}{2G_{iz}}}\\\end{pmatrix}}{\begin{pmatrix}\sigma _{XX}\\\sigma _{ii}\\\sigma _{zz}\\\sigma _{xy}\\\sigma _{xz}\\\sigma _{yz}\end{pmatrix}}}

On: {\displaystyle {\frac {\nu _{ix}}{E_{y}}}={\frac {\nu _{xy}}{E_{x}}}\qquad {\frac {\nu _{zx}}{E_{z}}}={\frac {\nu _{xz}}{E_{x}}}\qquad {\frac {\nu _{iz}}{E_{y}}}={\frac {\nu _{zi}}{E_{z}}}\qquad (*)} 

Com es pot veure, les components que governen l'allargament i les que governen la distorsió estan desacoblades, la qual cosa significa que en general és possible produir allargaments al voltant d'un punt sense provocar distorsions i viceversa. Les equacions inverses que donen les deformacions en funció de les tensions prenen una forma una mica més complicada:
{\displaystyle {\begin{pmatrix}\sigma _{XX}\\\sigma _{ii}\\\sigma _{zz}\\\sigma _{xy}\\\sigma _{xz}\\\sigma _{yz}\end{pmatrix}}={\begin{pmatrix}{\frac {1-\nu _{iz}\nu _{iz}}{E_{y}E_{z}\Delta }}&{\frac {\nu _{ix}+\nu _{iz}\nu _{zx}}{E_{y}E_{z}\Delta }}&{\frac {\nu _{zx}+\nu _{zi}\nu _{ix}}{E_{y}E_{z}\Delta }}&&&\\{\frac {\nu _{xy}+\nu _{xz}\nu _{zi}}{E_{x}E_{z}\Delta }}&{\frac {1-\nu _{zx}\nu _{xz}}{E_{x}E_{z}\Delta }}&{\frac {\nu _{zi}+\nu _{zx}\nu _{xy}}{E_{x}E_{z}\Delta }}&&&\\{\frac {\nu _{xz}+\nu _{xy}\nu _{iz}}{E_{x}E_{y}\Delta }}&{\frac {\nu _{iz}+\nu _{ix}\nu _{xz}}{E_{x}E_{y}\Delta }}&{\frac {1-\nu _{xy}\nu _{ix}}{E_{x}E_{y}\Delta }}\\&&&2G_{xi}&0&0\\&&&0&2G_{xz}&0\\&&&0&0&2G_{iz}\\\end{pmatrix}}{\begin{pmatrix}\varepsilon _{XX}\\\varepsilon _{ii}\\\varepsilon _{zz}\\\varepsilon _{xy}\\\varepsilon _{xz}\\\varepsilon _{yz}\end{pmatrix}}}
On: 

{\displaystyle \Delta :={\frac {1-\nu _{xy}\nu _{ix}-\nu _{xz}\nu _{zx}-\nu _{iz}\nu _{zi}-2\nu _{xy}\nu _{iz}\nu _{zx}}{E_{x}E_{y}E_{z}}}} 

De fet, la matriu anterior, que representa el tensor de rigidesa, és simètrica.
{\displaystyle {\frac {\nu _{ix}+\nu _{iz}\nu _{zx}}{E_{y}E_{z}\Delta }}={\frac {\nu _{xy}+\nu _{xz}\nu _{zi}}{E_{x}E_{z}\Delta }}\qquad {\frac {\nu _{zx}+\nu _{zi}\nu _{ix}}{E_{y}E_{z}\Delta }}={\frac {\nu _{xz}+\nu _{xy}\nu _{iz}}{E_{x}E_{y}\Delta }}\qquad {\frac {\nu _{zi}+\nu _{zx}\nu _{xy}}{E_{x}E_{z}\Delta }}={\frac {\nu _{iz}+\nu _{ix}\nu _{xz}}{E_{x}E_{y}\Delta }}}

### Materials transversalment isòtrops
Un cas particular de material ortotròpic és el dels materials transversalment isòtrops en què hi ha una direcció preferent o longitudinal i totes les seccions perpendiculars a la mateixa són mecànicament equivalents. Així, en qualsevol secció transversal a la direcció diferent hi haurà isotropia i el nombre de constants elàstiques independents necessàries per caracteritzar aquest material serà de 5 i no de 9, com en el cas d'un material ortotròpic general. Les cinc constants independents seran, de fet: 2 mòduls d'elasticitat longitudinal (NL, Et), 1 mòdul de rigidesa (Gt ) i 2 coeficients de Poisson (νL, νLt). Aquestes constants es relacionen amb les altres constants generals d'un material ortotròpic mitjançant aquestes relacions:

{\displaystyle {\begin{cases}E_{y}=E_{L}&E_{x}=E_{z}=E_{t}\\G_{xz}={\cfrac {E_{t}}{2(1+\nu _{t})}}&G_{zi}=G_{xi}=G_{t}\\\nu _{iz}=\nu _{zi}=\nu _{t}&\nu _{xz}=\nu _{zi}=\nu _{tl}\end{cases}}}

## Tensor de constants elàstiques
Per cossos elàstics lineals anisòtrops més generals, les relacions entre tensió i deformacions poden seguir expressant-se mitjançant un tensor de constants elàstiques o tensor de rigidesa, donat per:

{\displaystyle \sigma _{ij}=\sum _{k,l}C_{IJKL}\,\varepsilon _{kl}}

En tres dimensions, com que cada un dels índexs  i, j, k  i  l  pot tenir 3 valors diferents ( x, y  o  z ), existeixen 3  4  components del tensor CIJKL. Tanmateix, de la simetria de les components de tensió i deformació s'han de complir les següents relacions entre components:
{\displaystyle C_{IJKL}=C_{jikl}\,} (a causa de la simetria del tensor de tensió)
{\displaystyle C_{IJKL}=C_{ijlk}\,} (a causa de la simetria del tensor de deformació)
{\displaystyle C_{IJKL}=C_{klij}\,} (pel fet que l'energia elàstica està donada per una forma quadràtica)
Així dels 3x3 = 9 components dels tensors de tensió i deformació només existeixen (3²+3)/2 = 6 valors diferents. A partir d'això es dedueix que el tensor de constants elàstiques només pot tenir (6²+6)/2 = 21 components diferents com a màxim. Aquestes 21 components poden escriure en forma matricial de la manera següent:

{\displaystyle {\begin{pmatrix}\sigma _{XX}\\\sigma _{ii}\\\sigma _{zz}\\\sigma _{xy}\\\sigma _{xz}\\\sigma _{yz}\end{pmatrix}}={\begin{pmatrix}C_{xxxx}&C_{xxyy}&C_{xxzz}&C_{xxxy}&C_{xxxz}&C_{xxyz}\\C_{yyxx}&C_{aaaa}&C_{yyzz}&C_{yyxy}&C_{yyxz}&C_{yyyz}\\C_{zzxx}&C_{zzyy}&C_{zzzz}&C_{zzxy}&C_{zzxz}&C_{zzyz}\\C_{xyxx}&C_{xyyy}&C_{xyzz}&C_{xyxy}&C_{xyxz}&C_{xyyz}\\C_{xzxx}&C_{xzyy}&C_{xzzz}&C_{xzxy}&C_{xzxz}&C_{xzyz}\\C_{yzxx}&C_{yzyy}&C_{yzzz}&C_{yzxy}&C_{yzxz}&C_{yzyz}\end{pmatrix}}{\begin{pmatrix}\varepsilon _{XX}\\\varepsilon _{ii}\\\varepsilon _{zz}\\\varepsilon _{xy}\\\varepsilon _{xz}\\\varepsilon _{yz}\end{pmatrix}}}

### Components tensorials del tensor isòtrop
Les relacions anteriors s'han escrit sempre en forma de matriu, però per als diferents tipus de sòlids és possible escriure també les components tensorials explícites. Per a un sòlid isòtrop el tensor de constants elàstiques en coordenades cartesianes ve donat per:

{\displaystyle C_{IJKL}=\lambda \delta _{ij}\delta _{kl}+\mu (\delta _{ik}\delta _{jl}+\delta _{il}\delta _{jk})\,}

En un sistema de coordenades curvilínies (esfèriques, cilíndriques, etc.) més general, el tensor anterior és simplement:

{\displaystyle C_{IJKL}=\lambda G_{ij}G_{kl}+\mu (G_{ik}G_{jl}+G_{il}G_{jk})\,}

On {\displaystyle G_{ij}\,} és el tensor mètric associat a les coordenades curvilínies corresponents.

## Tipus de mòdul elàstic
L'especificació de com es mesuraran la tensió i la deformació, incloses les direccions, permet definir molts tipus de mòduls elàstics. Els tres principals són:
1. Mòdul de Young (E) descriu l'elasticitat de tracció i compressió, o la tendència d'un objecte a deformar-se al llarg d'un eix quan s'apliquen forces oposades al llarg d'aquest eix; es defineix com la relació entre tensió de tracció i deformació de tracció. Sovint s'anomena simplement mòdul elàstic.
2. El mòdul de cisallament o mòdul de rigidesa (G o {\displaystyle \mu \,}segon paràmetre de Lamé) descriu la tendència d'un objecte a cisallar (la deformació de la forma a volum constant) quan hi actuen forces oposades; es defineix com tensió tallant sobre deformació de cisallament. El mòdul de cisalla forma part de la derivació de la viscositat.
3. El mòdul de compressibilitat (K) descriu l'elasticitat volumètrica, o la tendència d'un objecte a deformar-se a totes les adreces quan es carrega uniformement a totes les direccions; es defineix com tensió volumètrica sobre la deformació volumètrica, i és l'invers de la compressibilitat. El mòdul de volum és una extensió del mòdul de Young a tres dimensions.
4. El mòdul de flexió (Eflex) descriu la tendència de l'objecte a flexionar-se quan s'hi actua un moment.

Altres dos mòduls elàstics són el primer paràmetre de Lamé, λ, i el mòdul d'ona P, M, tal com s'utilitza a la taula de comparacions de mòduls que figura a continuació de les referències. Els materials (sòlids) homogenis i isòtrops (similars a totes les direccions) tenen les seves propietats elàstiques (lineals) descrites completament per dos mòduls elàstics, i es pot triar qualsevol parell. Donats un parell de mòduls elàstics, tots els altres mòduls elàstics es poden calcular d'acord amb les fórmules de la taula següent al final de la pàgina.
Els fluids inviscosos són especials en el sentit que no poden suportar esforços tallants, cosa que significa que el mòdul tallant és sempre zero. Això també implica que el mòdul de Young per a aquest grup és sempre zero.
En alguns textos, el mòdul d'elasticitat s'anomena constant elàstica, mentre que la quantitat inversa s'anomena mòdul elàstic.
Diferents tipus de mòduls d'elasticitat corresponents a diferents tipus de deformació (exemples):
| Nom                          | Comportament del material | Equació constitutiva                                                     |
| ---------------------------- | --- | ------------------------------------------------------------------------ |
| Mòdul de tracció             | Sota tensió uniaxial {\displaystyle {\rm {\sigma _{E}}}}, la mostra experimenta una expansió lineal {\displaystyle {\rm {\varepsilon _{E}}}} petita respecte a l'espessor.                                                          | {\displaystyle \sigma _{\text{E}}=E_{\text{t}}\ \varepsilon _{\text{E}}} |
| Mòdul de cisallament         | Sotmés a esforç tallant {\displaystyle sigma_{C}}, la mostra pateix una deformació {\displaystyle sigma_{C}} sense canviar-ne el volum.                                                                                             | {\displaystyle \sigma _{\text{C}}=G_{\text{s}}\ \varepsilon _{\text{C}}} |
| Mòdul de compressibilitat    | Quan se sotmet a un esforç de compressibilitat {\displaystyle \sigma _{\text{K}}}, la mostra pateix un canvi de volum {\displaystyle \sigma _{\text{K}}} sense canviar de forma.                                                    | {\displaystyle \sigma _{\text{K}}=K\ \varepsilon _{\text{K}}}            |
| Mòdul de deformació uniaxial | Sotmesa a un esforç de pseudocompressió {\displaystyle \sigma _{M}}, la mostra experimenta un canvi de volum {\displaystyle \varepsilon _{M}} sense canviar la seva forma. La deformació resultant és gran en relació amb el gruix. | {\displaystyle \sigma _{\text{M}}=L\ \varepsilon _{\text{M}}}            |